# 峰度
峰度（英語：Kurtosis），亦稱尖度，在統計學中衡量實數隨機變量概率分布的峰態。峰度高就意味著方差增大是由低頻度的大於或小於平均值的極端差值引起的。

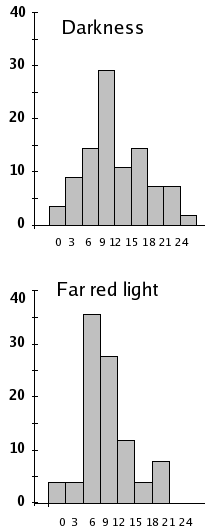
遠紅光對小麥胚芽鞘向地反應的平均速度沒有影響，但是峰度由低峰態轉變成了尖峰態 (−0.194 → 0.055)

## 定義
母體峰態係數定義為：
{\displaystyle {\frac {\mu _{4}}{\sigma ^{4}}},\!}
即四階標準矩，其中{\displaystyle \mu _{4}}是四階主動差，{\displaystyle \sigma }是標準差。
在更通常的情況下，峰度被定義為四階累積量除以二階累積量的平方，它等於四階中心矩除以概率分布方差的平方再減去3：
{\displaystyle \gamma _{2}={\frac {\kappa _{4}}{\kappa _{2}^{2}}}={\frac {\mu _{4}}{\sigma ^{4}}}-3}
這也被稱為超值峰度（excess kurtosis）。「減3」是為了讓正態分布的峰度為0。
假定{\displaystyle Y}為{\displaystyle n}個獨立變量之和，且這些變量和{\displaystyle X}具有相同的分布，那麽：{\displaystyle \mathrm {Kurt} [Y]={\frac {\mathrm {Kurt} [X]}{n}}}，
但如果峰度被定義為：{\displaystyle {\frac {\mu _{4}}{\sigma ^{4}}}}，公式可變得更加複雜。
更一般地說，假定{\displaystyle X_{1},\ldots ,X_{n}}為方差相等的獨立隨機變量，那麼：
{\displaystyle \operatorname {Kurt} \left(\sum _{i=1}^{n}X_{i}\right)={1 \over n^{2}}\sum _{i=1}^{n}\operatorname {Kurt} (X_{i}),}
而定義中如果不包含「減3」就無法成立。
如果超值峰度為正，稱為高狹峰（leptokurtic）。如果超值峰度為負，稱為低闊峰（platykurtic）。

## 樣本峰度
對於具有{\displaystyle n}個值的樣本，樣本峰度為：
{\displaystyle g_{2}={\frac {m_{4}}{m_{2}^{2}}}-3={\frac {{\tfrac {1}{n}}\sum _{i=1}^{n}(x_{i}-{\overline {x}})^{4}}{\left({\tfrac {1}{n}}\sum _{i=1}^{n}(x_{i}-{\overline {x}})^{2}\right)^{2}}}-3}
其中{\displaystyle m_{4}}是四階樣本中心矩，{\displaystyle m_{2}}是二階中心矩（即使樣本方差），{\displaystyle x_{i}}是第{\displaystyle i^{th}}個值，{\displaystyle {\overline {x}}}是樣本平均值。注意此处计算方差的时候除数是{\displaystyle N}，而不是单独计算样本方差的{\displaystyle (N-1)}。
有時候也使用公式：
{\displaystyle D={1 \over n}\sum _{i=1}^{n}{(x_{i}-{\bar {x}})^{2}}},
{\displaystyle E={1 \over nD^{2}}\sum _{i=1}^{n}{(x_{i}-{\bar {x}})^{4}}-3}
其中，{\displaystyle n}為樣本大小，{\displaystyle D}為事先計算的方差，{\displaystyle x_{i}}為第{\displaystyle i}個測量值，{\displaystyle {\bar {x}}}為事先計算的算術平均數。
在一些统计软件中，其公式有所差别。如EXCEL，计算样本的峰度公式如下：
{\displaystyle {\text{Kurtosis}}={n(n+1) \over (n-1)(n-2)(n-3)}\sum _{i=1}^{n}({x_{i}-{\bar {x}} \over {\text{StDev}}})^{4}-{3(n-1)^{2} \over (n-2)(n-3)}}